# Lysichiton americanus
Lysichiton americanus là một loài thực vật có hoa trong họ Ráy (Araceae). Loài này được Hultén & H.St.John mô tả khoa học đầu tiên năm 1931 publ. 1932.

## Hình ảnh

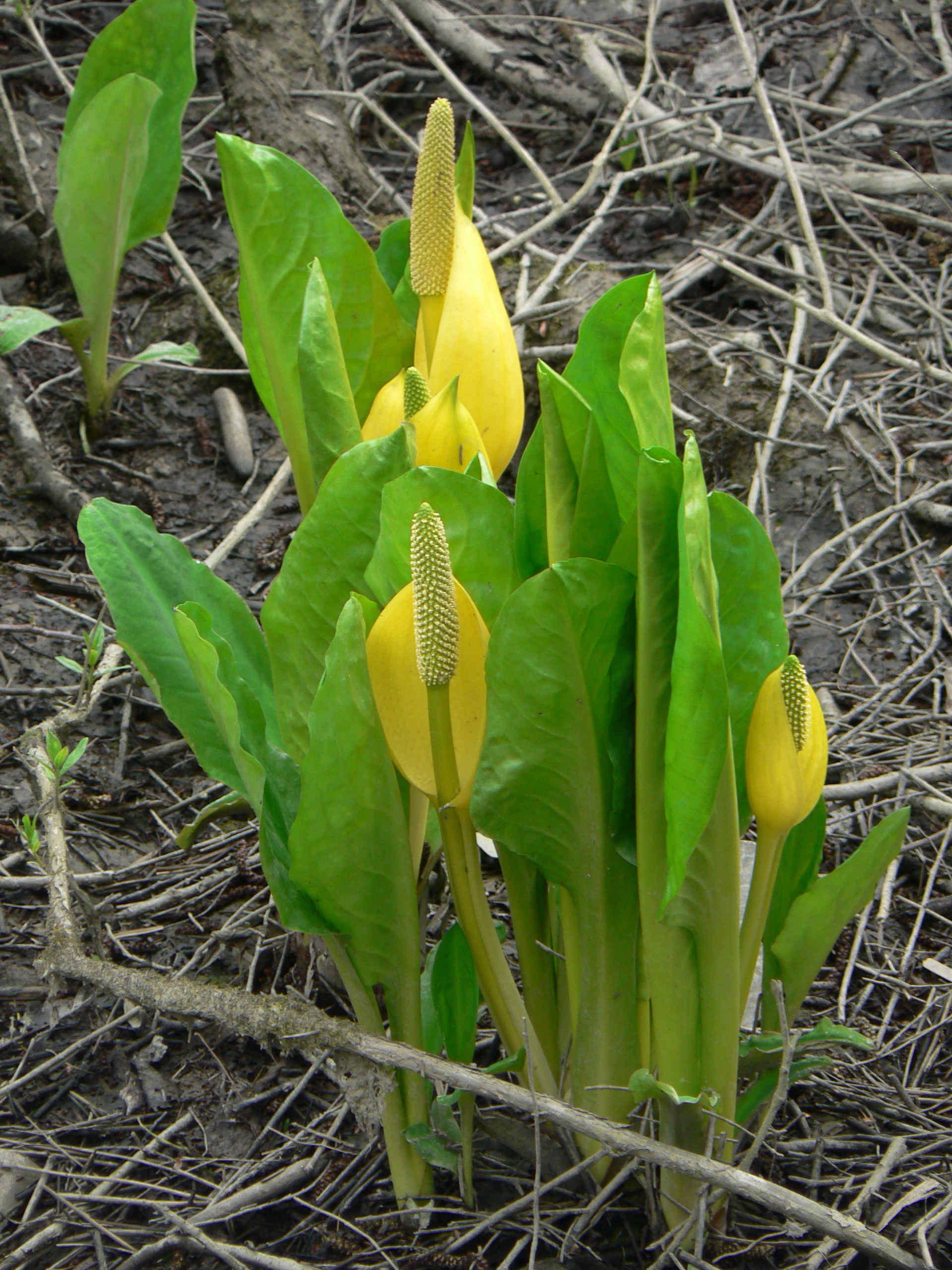
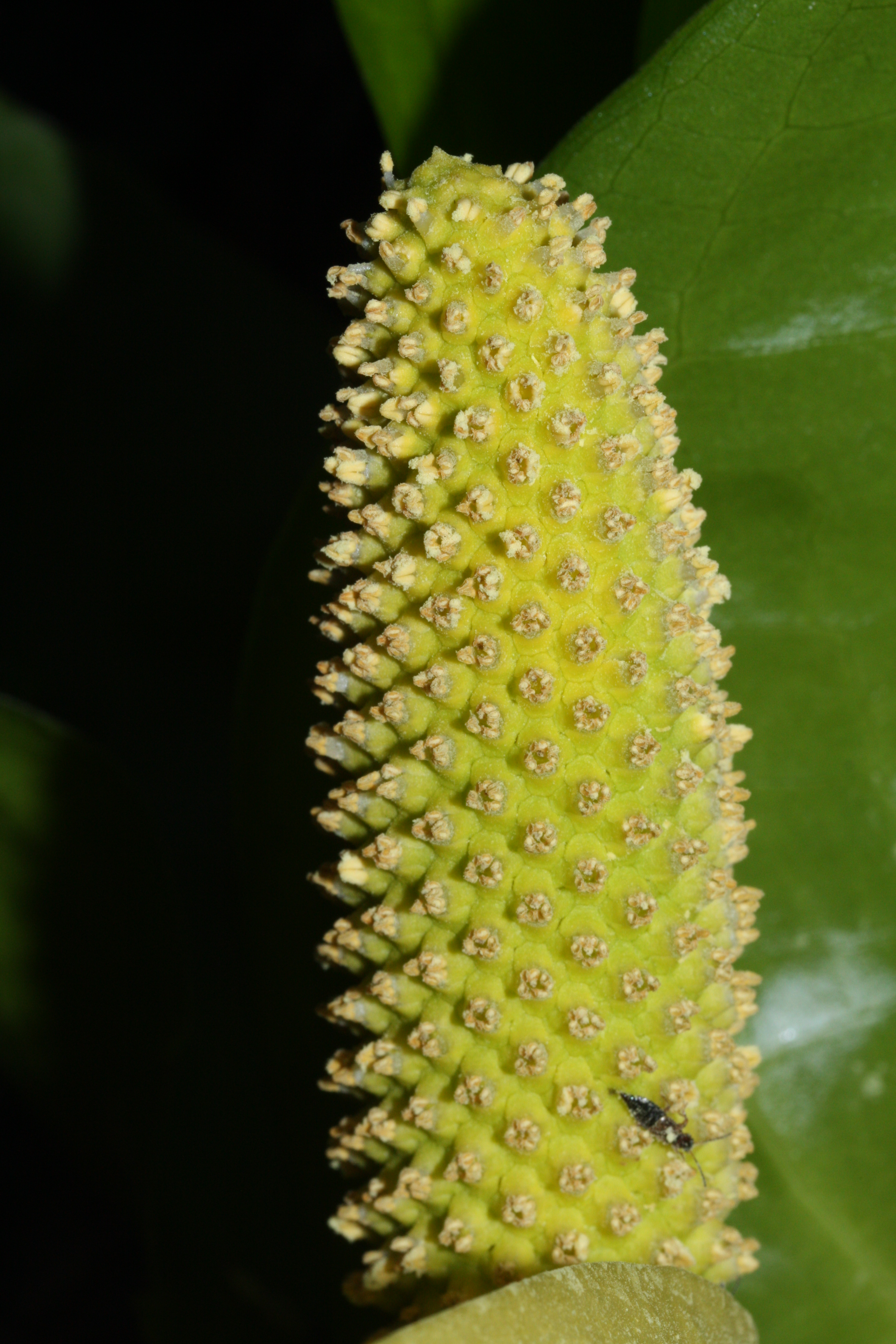
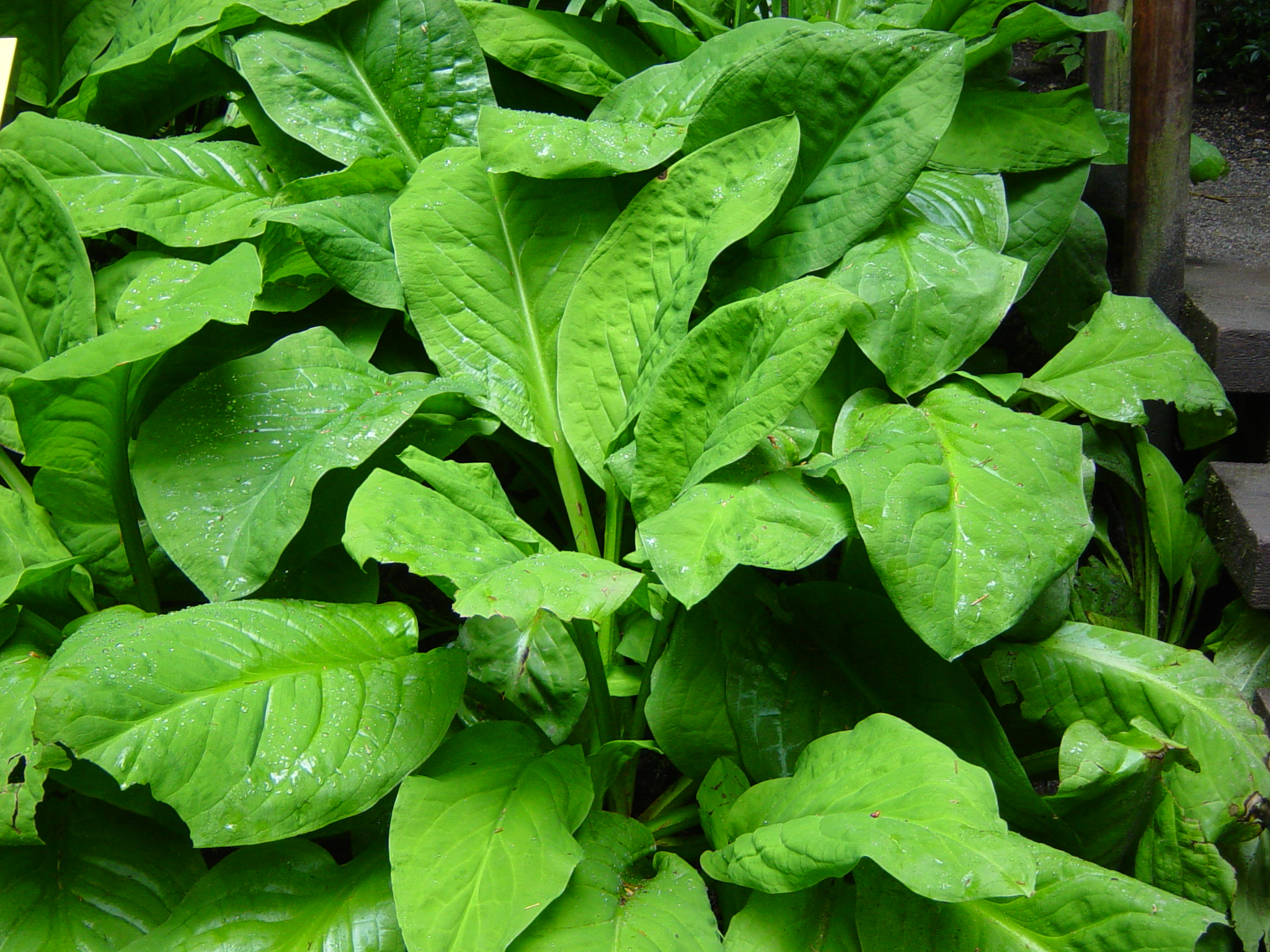
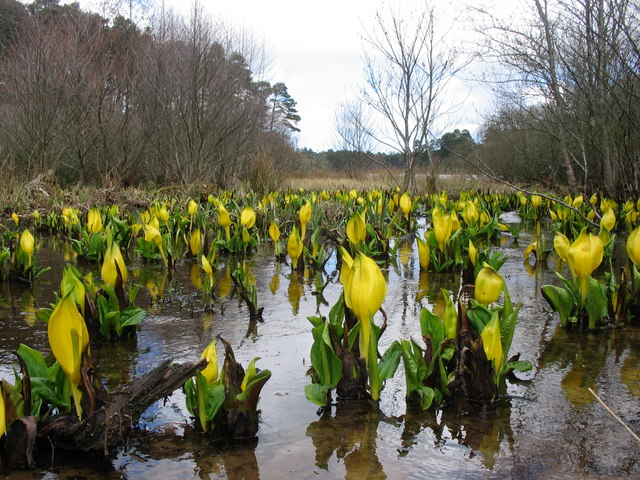